# Bryant Mbamalu
Ikenna Bryant Mbamalu (Houston, 11 dicembre 1991) è un ex cestista statunitense con cittadinanza nigeriana.